# The Complete Peanuts
The Complete Peanuts è una raccolta di volumi contenenti l'intera produzione dei fumetti di Peanuts, disegnati da Charles Schulz. Ogni volume appartenente a questa collezione è stato pubblicato ogni sei mesi dalla casa editrice di fumetti statunitensi Fantagraphics Books e ognuno di essi contiene la produzione di due anni di fumetti di Schulz. Il design della raccolta è stato curato dal fumettista Seth. Esistono anche confezioni da due volumi. La pubblicazione completa di questa raccolta è in 26 volumi.
Schulz iniziò a discutere con Fantagraphics Books a proposito della pubblicazione di un'antologia contenente i suoi lavori già nel 1997.
Il primo libro volume della raccolta fu pubblicato nell'aprile 2004 e raggiunse immediatamente le prime posizioni della Top seller list del New York Times. Oltre all'opera di Schulz, ogni volume contiene un'introduzione di un personaggio famoso (spesso amico o ammiratore di Schulz), un indice di tematiche, personaggi disegnati dall'artista Seth e una biografia di Schulz scritta dall'editore Gary Groth. Inoltre, il primo volume contiene un'intervista con Schulz condotta da Groth stesso e una biografia completa dell'autore. Le tavole domenicali, che in origine erano a colori, sono presentate in questa raccolta in bianco e nero. La decisione fu approvata da Jean Schulz, vedova del fumettista.
Dal 2015 al 2018 sono stati pubblicati inoltre 5 volumi Peanuts. Tutte le tavole domenicali contenenti le tavole domenicali presenti sull'edizione The Complete Peanuts ma questa volta in formato a colori. La serie è rimasta incompleta (non venendo tradotta dalla versione statunitense) pubblicando le tavole dal 1952 al 1975. 

## Edizioni in italiano

### The Complete Peanuts
La Panini Comics ha iniziato la traduzione in italiano di questa edizione nel 2005, mantenendo il titolo originale, completata nel 2017.
| N° | Data di uscita   | Titolo                              |
| -- | ---------------- | ----------------------------------- |
| 1  | 2005             | The Complete Peanuts 1 - 1950-1952  |
| 2  | 2005             | The Complete Peanuts 2 - 1953-1954  |
| 3  | 2006             | The Complete Peanuts 3 1955-1956    |
| 4  | 2006             | The Complete Peanuts 4 - 1957-1958  |
| 5  | 2007             | The Complete Peanuts 5 - 1959-1960  |
| 6  | 2007             | The Complete Peanuts 6 - 1961-1962  |
| 7  | 2008             | The Complete Peanuts 7 - 1963-1964  |
| 8  | 2008             | The Complete Peanuts 8 - 1965-1966  |
| 9  | 2009             | The Complete Peanuts 9 - 1967-1968  |
| 10 | 2009             | The Complete Peanuts 10 - 1969-1970 |
| 11 | 2010             | The Complete Peanuts 11 - 1971-1972 |
| 12 | 2010             | The Complete Peanuts 12 - 1973-1974 |
| 13 | 2011             | The Complete Peanuts 13 - 1975-1976 |
| 14 | 2011             | The Complete Peanuts 14 - 1977-1978 |
| 15 | 26 giugno 2012   | The Complete Peanuts 15 - 1979-1980 |
| 16 | 14 dicembre 2012 | The Complete Peanuts 16 - 1981-1982 |
| 17 | 24 giugno 2013   | The Complete Peanuts 17 - 1983-1984 |
| 18 | 24 gennaio 2014  | The Complete Peanuts 18 - 1985-1986 |
| 19 | 23 maggio 2014   | The Complete Peanuts 19 - 1987-1988 |
| 20 | 21 novembre 2014 | The Complete Peanuts 20 - 1989-1990 |
| 21 | 22 maggio 2015   | The Complete Peanuts 21 - 1991-1992 |
| 22 | 6 novembre 2015  | The Complete Peanuts 22 - 1993-1994 |
| 23 | 4 marzo 2016     | The Complete Peanuts 23 - 1995-1996 |
| 24 | 15 luglio 2016   | The Complete Peanuts 24 - 1997-1998 |
| 25 | 27 ottobre 2016  | The Complete Peanuts 25 - 1999-2000 |
| 26 | 29 giugno 2017   | The Complete Peanuts 26 - 1950-2000 |

### Peanuts. Tutte le tavole domenicali
| N° | Data di uscita    | Titolo                                          |
| -- | ----------------- | ----------------------------------------------- |
| 1  | 10 dicembre 2015  | Peanuts. Tutte le tavole domenicali - 1952-1955 |
| 2  | 7 luglio 2016     | Peanuts. Tutte le tavole domenicali - 1956-1960 |
| 3  | 25 maggio 2017    | Peanuts. Tutte le tavole domenicali - 1961-1965 |
| 4  | 11 giugno 2018    | Peanuts. Tutte le tavole domenicali - 1966-1970 |
| 5  | 27 settembre 2018 | Peanuts. Tutte le tavole domenicali - 1971-1975 |

Volumi non tradotti
| 6  | dicembre 2018  | Peanuts Every Sunday: 1976 to 1980 |
| 7  | ottobre 2019   | Peanuts Every Sunday: 1981 to 1985 |
| 8  | settembre 2020 | Peanuts Every Sunday: 1986 to 1990 |
| 9  | novembre 2021  | Peanuts Every Sunday: 1991 to 1995 |
| 10 | novembre 2022  | Peanuts Every Sunday: 1996 to 2000 |